# Triunfo Eucarístico
Triunfo Eucarístico foi uma festividade realizada em 1733 na cidade brasileira de Ouro Preto, chamada na época de Vila Rica, estado de Minas Gerais, que marcou a trasladação do Santíssimo Sacramento da Igreja do Rosário e a sua condução triunfal até a Igreja do Pilar. A festa foi antecedida pela guarda do Santíssimo pelos negros do Rosário até culminar na construção da Matriz do Pilar.
No contexto de uma sociedade eminentemente analfabeta, a linguagem visual de uma procissão suntuosa tinha um caráter comunicacional.

## Características e significados

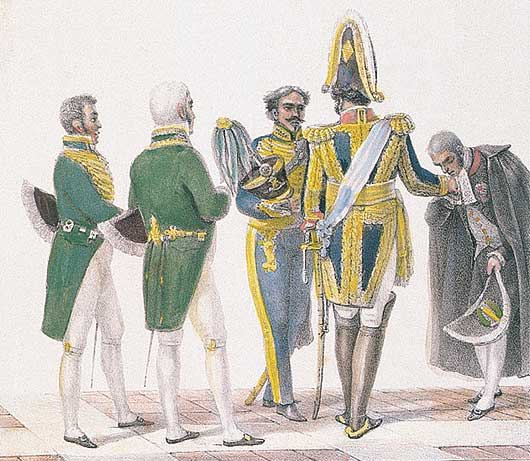
Cortejo foi acompanhado por diferentes segmentos da sociedade

O acontecimento, "um dos eventos sociais mais exuberantes da América Portuguesa", foi narrado por Simão Ferreira Machado, português de Lisboa e presente nas Minas, na época do governo do Conde das Galvêas nessa Capitania. Ao registrar o cortejo em O Triunfo Eucarístico - Exemplar da Cristandade Lusitana, publicado em 1734, mostrou os "portugueses senhores dos mais finos diamantes de todo o mundo" em um momento ao qual referiu não ter tido lembrança "que visse o Brasil, nem consta, que se fizesse na América ato de maior grandeza".
O lisboeta, testemunha entusiasta e participante dos acontecimentos, estampou para que "perpetue em lembrança (...) e digna de eterna memória" o momento cultural e histórico-social do território mineiro e o mito edênico próprio da crônica do período colonial, o que serviria de base para diversos estudos.
Ele revelou as sugestões místicas e profanas do cortejo, ou seja, "suntuosas minúcias" como os trajes enfeitados com pedras preciosas, alegorias, efeitos visuais e sonoros das danças e músicas, teatro, jogos públicos, toque dos sinos, uso constante de estampidos, rufares de tambor, apitos, clarins, trombetas, caramelas, tiros de mosquetes, poesias junto ao Palácio do Bispado e cavalhadas.
A narração também inclui os preparativos. Nos dias que antecederam o Triunfo Eucarístico, bandos de mascarados saíram diariamente às ruas com trajes galantes e gestos jocosos para divulgar as festividades.
A atuação desses emissários, motivos de riso, colaborou para a atração de "um numeroso concurso de gente, tanto da principal como da plebe de todas as Comarcas".
O acontecimento também teria sido precedido por um longo período de atos comunitários, "seis dias de luminárias" antes da procissão, além da decoração das janelas com colchas de seda e damasco, enfeites das ruas com cinco arcos cravados de ouro e diamantes, montagem de altar, flores, aromas e uma verdadeira explosão cromática. A pompa presenciada por Vila Rica parecia não ter limites. O uso das luzes tinha uma significação especial, já que clarear a noite invertia a ordem da natureza e do costumeiro, pois, após escurecer, os arraiais coloniais tinham a modorra como rotina. O procedimento, na visão do cronista, dava "a entender que tinha renascido o dia, quando principiava a noite", visava "dilatar às luzes o domínio das trevas", ou seja, era a representação da vitória do homem sobre a escuridão.
A procissão foi iniciada por um cavaleiro que ficava oculto em uma abóbada e saía de repente, já montado na serpente do paraíso, com a intenção de assustar a multidão.

### Procissão barroca

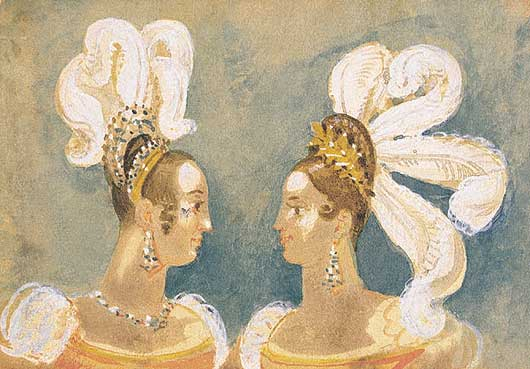
Luz e sombra, imagens duplicadas e ostentação fizeram parte de manifestação marcante de Vila Rica

A festa, "um misto de espetáculo devoto e intenção encomiástica", retratou a euforia da sociedade mineradora, o êxito da empresa aurífera, a "excitação visual caracteristicamente barroca", ou seja, mais que o Santíssimo Sacramento ou o comprazimento espiritual.
Pela profusão de ornamentos, receptividade da comunidade que celebrou a si própria e a exaltação dos sentidos, o Triunfo foi desvinculado dos cânones tradicionais e "inaugurou uma nova fase de concepções e manifestações estéticas no campo da expressão da religiosidade popular".
Segundo Laura de Mello e Souza, a festa, um ato de exaltação do metal precioso no momento de maior abundância, teria causado a impressão de democratização, ou seja, era "como se ouro estivesse ao alcance de todos, a todos iluminando com o seu brilho na festa barroca".
A estética barroca criou um cenário audiovisual e de surpresa, no qual o ilusório e o inesperado conviveram simultaneamente.
As descrições da festa mostrava o jogo e contraste de luz e sombra, vida e morte, "tão ao gosto barroco".
Assim, o Triunfo teria sido um mecanismo de reforço para "criar um largo espaço comum de riqueza", divulgar uma "mensagem social de riqueza e opulência" em uma sociedade marcada pelas desigualdades e de restrita extensão da riqueza. Portanto, na expressão da autora, o "fausto era falso", a festa teve a finalidade persuasória de neutralizar conflitos, causar a ilusão barroca de uma sociedade rica e igualitária. A hierarquização social, composta pela decoração das casas e manifesta publicidade, estava nitidamente expressa.

### Hierarquia social

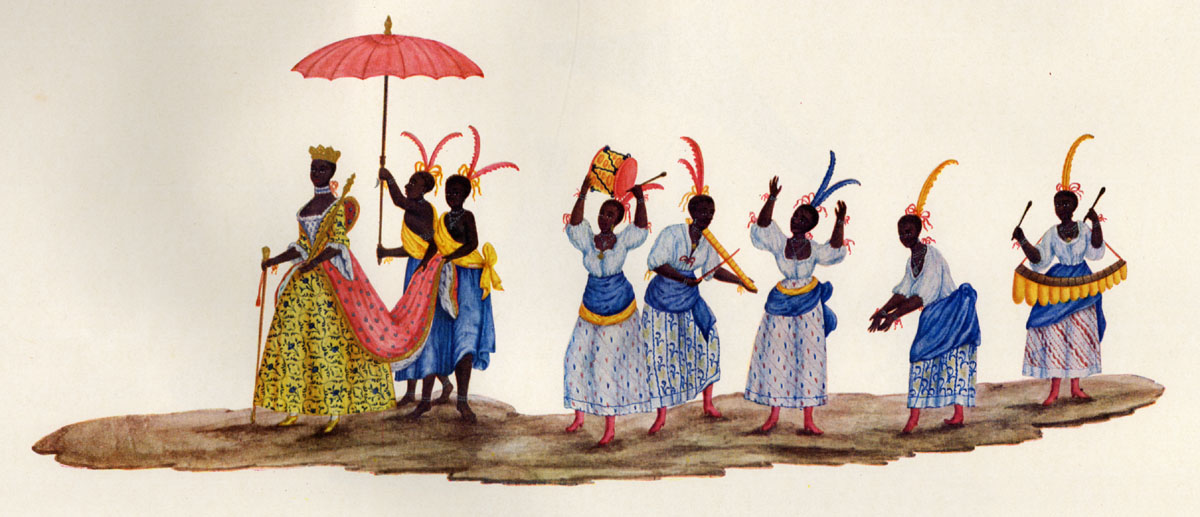
Manifestação profana e religiosa teve adesão de diversos fiéis e irmandades

A decoração das casas não representava estritamente o fervor religioso. Era, sobretudo, a forma de exibir a distinção social, em um "ambiente ilusório, como um espelho ondulado, onde alguns elementos eram salientados em detrimento de outros" . Neste jogo de espelhos, a vida era representada como um teatro, "num processo de duplicação do real e da sua representação". As casas dos moradores de um dos morros que formavam a vila, chamado Pascoal da Silva, eram, no relato do cronista, as mais iluminadas, para mostrar propositalmente às autoridades onde estava o centro da opulência, do poder.
A historiadora Júnia Ferreira Furtado explica que "a procissão, como um texto, passava pelo crivo do Estado e da Igreja. Perante o povo, representava a sociedade hierarquizada, tal qual ela devia se constituir".
As confrarias, irmandades e demais segmentos da sociedade desfilaram de acordo com a interpretação da sociedade e ordens civis e eclesiástica, ou seja, de acordo com regras pré-estabelecidas. A historiadora também defende que "nada ocorria por acaso, toda a procissão se organizava a partir da fala do poder".
Já Caio César Boschi defende que o processo de estratificação social não assumira diferenças e contradições tão nítidas. Portanto, na ocasião, o relacionamento de diferentes classes não constituíra excepcionalidade.
Segundo comprovou documentalmente o historiador Tarcísio José Martins, foram os pretos irmãos do Rosário de Vila Rica e região, e não a elite branca, que produziram e protagonizaram a procissão do Triunfo Eucarístico, bem como, que financiaram a publicação em Lisboa do livreto que eternizou este fato para a História. Não fosse isso, os “brancos” da Ouro Preto e do Brasil de hoje nada saberiam sobre esse evento totalmente promovido e financiado por seus pretos. Para comprovação desses fatos, ignorados pelos demais historiadores acima citados, basta uma breve leitura ao próprio livreto do contratado autor, Simão Ferreira Machado.